# اوراز

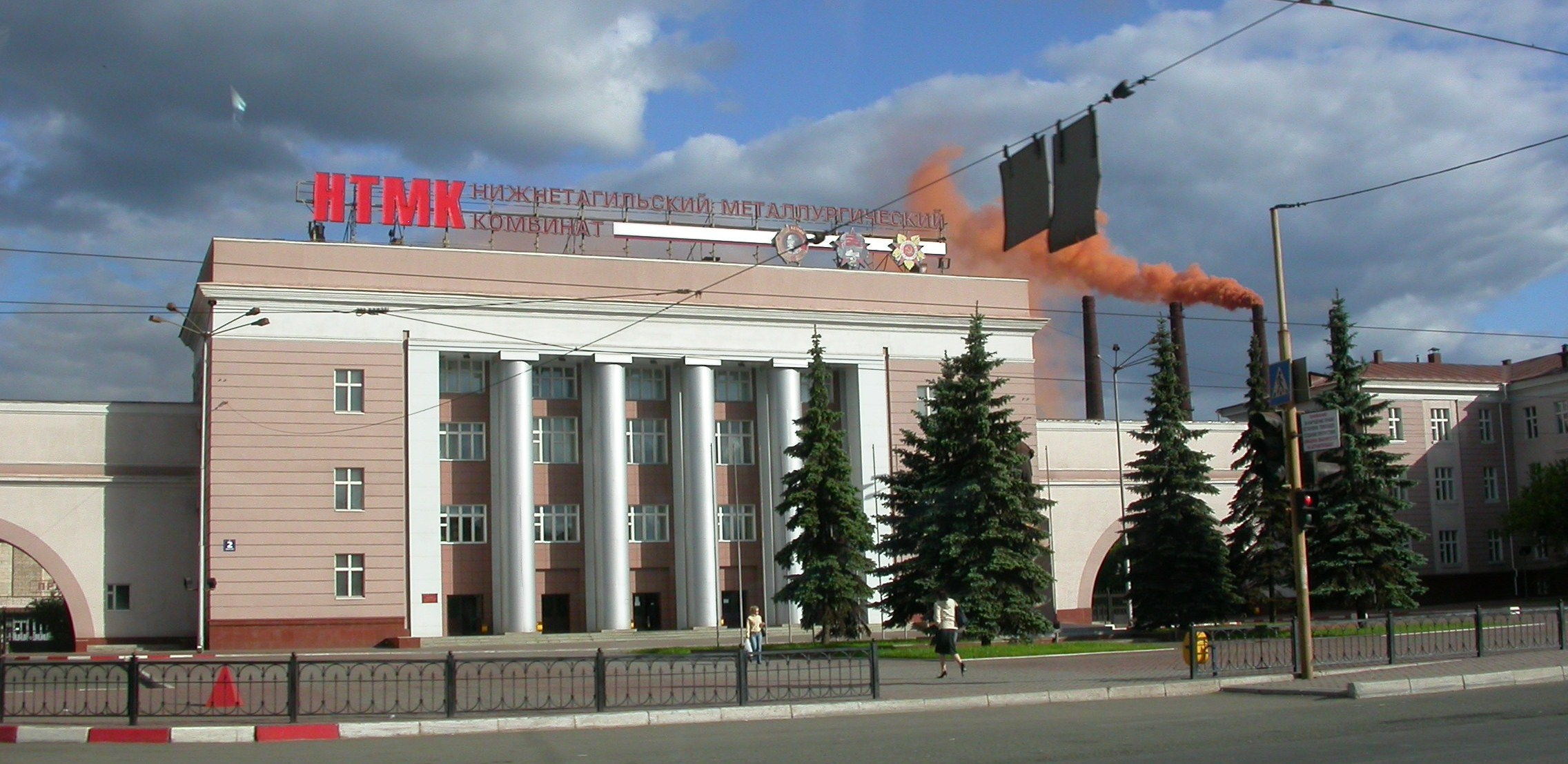
دفتر مرکزی شرکت اوراز در لندن

اوراز (به انگلیسی: Evraz) شرکت فولاد و استخراج معادن روسی است، که دفتر مرکزی آن در شهر لندن، بریتانیا مستقر می‌باشد. این شرکت در سال ۱۹۹۲ در شهر مسکو تأسیس شد.
شرکت اوراز دارای عملیات و کارخانجات تولیدی در کشورهای بریتانیا، روسیه، اوکراین، جمهوری چک، ایتالیا، ایالات متحده آمریکا، کانادا و آفریقای جنوبی است. شمار کارکنان این شرکت بیش از ۱۱۰ هزار نفر است و بخشی از سهام آن در بازارهای بورس مسکو و بورس لندن دادوستد می‌شود.